# Julia Ebner
Julia Ebner (24 de julio de 1991) es una investigadora y escritora austriaca afincada en Londres. Trabaja en el Instituto para el Diálogo Estratégico, donde dirige proyectos de investigación  sobre extremismos, desinformación y discursos de odio. Es autora de los libros The Rage: the Vicious Circle of Islamist and Far-Right Extremism y Going Dark: the Secret Social Lives of Extremists.

## Trayectoria
Ebner es licenciada en Filosofía y en Comercio Internacional. Tiene un máster en Historia Internacional de la London School of Economics y otro en Relaciones Internacionales de la Universidad de Pekín. Ha trabajado como investigadora principal en la organización contra la lucha del extremismo Quilliam y es miembro del Instituto para el Diálogo Estratégico, donde dirige proyectos de investigación  sobre extremismos, desinformación y discursos de odio. Está especializa en extrema derecha, radicalización e iniciativas europeas de prevención del terrorismo. Su trabajo consiste  en monitorizar todo tipo de grupos radicales, escudriñar sus chats y sus páginas web sin ser detectada para escribir informes y también alertar a gobiernos e instituciones internacionales. Ha escrito para The Guardian  y The Independent.
En su libro Going Dark: the Secret Social Lives of Extremists (La vida secreta de los extremistas) Ebner documenta su experiencia durante dos años de incursiones encubiertas  en grupos extremistas de todo el espectro ideológico, desde  yihadistas hasta de extrema derecha, entre ellos  Generation Identity y Reconquista Germánica.

## Publicaciones
- The Rage: the Vicious Circle of Islamist and Far-Right Extremism. Londres, I.B. Tauris, 2017. ISBN 978-1788310321.
- Radikalisierungsmaschinen: Wie Extremisten die neuen Technologien nutzen und uns manipulieren (Máquinas de radicalización: como los extremistas usan las nuevas tecnologías para manipularnos). Berlín, Suhrkamp Nova, 2019. ISBN 978-3-518-47007-7.[9]
- Going Dark: the Secret Social Lives of Extremists. Londres, Bloomsbury, 2020. ISBN 9781526616784.[10][11] Trad. de Noelia González: La vida secreta de los extremistas: cómo me infiltré en los lugares más oscuros de Internet, Temas de Hoy, 2020.[12]
- Going Mainstream: How Extremists are Taking Over, Bonnier Books Ltd.,  2023. ISBN1804183156, 9781804183151.[13]

### Contribuciones en otras publicaciones
- Education and Extremisms: Rethinking Liberal Pedagogies in the Contemporary World. Editado por Farid Panjwani, Lynn Revell, Reza Gholami, y Mike Diboll. Routledge, 2017. ISBN 9781138236110. Routledge, 2019. ISBN 9780367198718. Ebner contribuye con un  capítulo.